# Barybas idiota
Barybas idiota är en skalbaggsart som beskrevs av Bates 1887. Barybas idiota ingår i släktet Barybas och familjen Melolonthidae. Inga underarter finns listade.